# 日高舞
日高 舞（ひだか まい、1988年10月27日 - ）は、日本の元新体操選手。宮崎県出身。身長162.5cm、体重51kg。

## 略歴
6歳で新体操を始め、小学校5年生まで宮崎舞々会に所属。中学2年で単身上京して、安達新体操クラブ（コーチ：安達三保子）に所属。
越谷市立南中学校、浦安市立浦安中学校、東京学館浦安高等学校を経て、2011年3月に東京女子体育大学を卒業。
2005年、2007年、2009年と3大会連続で世界選手権へ出場。
2005年にアゼルバイジャンのバクーで行われた世界選手権では、個人と団体の両方に出場(個人と団体の掛け持ちは史上初)。
2009年に三重県で行われた世界選手権では、日本人選手として2大会ぶりに個人総合決勝に進出し、15位となった。
2008年の全日本新体操選手権では女子個人総合、種目別全4種目制覇の完全優勝を成し遂げる。
2009年の全日本新体操選手権には股関節の故障を押して出場し、個人総合2連覇を達成。種目別でもロープ、フープ、ボールの3種目で優勝(フープは大貫友梨亜と同点優勝)したが、最後のリボンで4位に終わり、2年連続の完全制覇を逃した。
2009年11月に宮崎県から「みやざき大使」に任命され、東国原英夫知事より委嘱状が手渡された。
この後、傷めていた右股関節の手術を受け、長期のリハビリ生活に。
2010年8月の全日本新体操クラブ選手権から競技に復帰。同年の全日本選手権個人総合では大貫友梨亜に敗れ、3位に終わり、大会3連覇を逃した。
2011年11月に現役引退を表明。

## 経歴
- 2003年、2003オーストラリアン・ユース・オリンピック・フェスティバル（個人総合優勝）。
- 2003年、第34回全国中学校新体操選手権大会（個人総合優勝）。
- 2003年、第21回全日本ジュニア新体操選手権大会（個人総合優勝、団体(安達新体操クラブ)優勝）。
- 2003年、第56回全日本新体操選手権大会（個人総合5位）。
- 2004年、第57回全日本新体操選手権大会（個人総合7位）。
- 2005年、第20回全国高校新体操選抜大会（個人総合優勝）。
- 2005年、世界新体操選手権大会（アゼルバイジャン・バクー）日本代表（個人総合122位、団体総合9位）。
- 2005年、第58回全日本新体操選手権大会（個人総合10位）。
- 2006年、第59回全日本新体操選手権大会（個人総合7位）。
- 2007年、第28回世界新体操選手権大会日本代表決定競技会（個人総合3位）。
- 2007年、第24回ユニバーシアード（タイ・バンコク） 個人総合11位
- 2007年、第28回世界新体操選手権大会（パトラス）日本代表（個人総合49位）。
- 2007年、第60回全日本新体操選手権大会（個人総合2位、ロープ・フープ:1位）。
- 2008年、第17回全日本新体操クラブ選手権（個人総合優勝）。
- 2008年、第60回全日本学生新体操選手権大会（個人総合優勝）。
- 2008年、第61回全日本新体操選手権大会（個人総合優勝、種目別全4種目優勝）。
- 2009年、第29回世界新体操選手権大会日本代表決定競技会（個人総合優勝）。
- 2009年、第25回ユニバーシアード（セルビア・モンテネグロ・ベオグラード） 個人総合21位
- 2009年、第61回全日本学生新体操選手権大会（個人総合優勝）。
- 2009年、第29回世界新体操選手権大会（三重県）（個人総合15位）。
- 2009年、第62回全日本新体操選手権大会（個人総合優勝、種目別3種目(ロープ、フープ、ボール)優勝）。
- 2010年、第19回全日本新体操クラブ選手権（個人総合3位）。
- 2011年、第31回世界新体操選手権大会日本代表決定競技会（個人総合5位）。
- 2011年、第20回全日本新体操クラブ選手権（個人総合3位）。

## テレビ出演
- すぽると!（フジテレビ、2009年9月8日）